# Acrobleps
Acrobleps là một chi nhện trong họ Anapidae.